# Crossopetalum enervium
Crossopetalum enervium är en benvedsväxtart som beskrevs av B. E. Hammel. Crossopetalum enervium ingår i släktet Crossopetalum och familjen Celastraceae. Inga underarter finns listade.